# Рычков, Юрий Григорьевич
Юрий Григорьевич Рычков (28 апреля 1932, Москва — 14 ноября 1998, там же) — советский и российский антрополог и генетик. Доктор биологических наук, профессор МГУ; инициатор создания и первый руководитель лаборатории генетики человека в Институте общей генетики им. Н. И. Вавилова РАН.
Проводил крупномасштабные исследования нормальной генетики человека, антропогенетики и геногеографии населения Северной Евразии, основал новое направление в биологической антропологии — «популяционная генетика человека».
Лауреат Государственной премии РФ в области науки и техники за 1996 год за цикл работ «Наследственное биохимическое разнообразие, его роль в эволюции и индивидуальном развитии»; лауреат премии Европейского общества биологии человека.

## Общие сведения
Окончил биологический факультет МГУ (1954) по кафедре антропологии.
С 1955 года по 1979 год — преподаватель, аспирант, старший лаборант, ассистент, старший преподаватель, профессор МГУ.
С 1979 года по 1998 год — заведующий лабораторией генетики человека ИОГен РАН.
Член Научного совета по проблемам генетики и селекции РАН, член Научного совета по проблемам народонаселения МГУ; член Европейского общества биологии человека; член Европейского антропологического общества, академик РАЕН; член редколлегий журналов «Вопросы антропологии», «Успехи современной генетики», «Gene Geography».
Участник и руководитель антропологических экспедиций в Сибирь и на Дальний Восток.
Похоронен на Ваганьковском кладбище.
Ю. Г. Рычков утверждал, что примерно 25000-26000 лет назад (плюс-минус 2500-3400 лет) предки современных палеоазиатских народов и многих индейских племен Северной Америки представляли собой единую американо-сибирскую этническую общность, которая была «не крупнее племени или современных этнических групп Сибири», и группы, давшие начало разным народам Сибири и Америки, отличались в её пределах друг от друга не более, чем отличаются ныне этнические группы одного и того же народа.
Автор монографий и более 60 научных работ по геногеографии.

## Научные труды
- Рычков Ю. Г. Антропология и генетика изолированных популяций : Древние изоляты Памира. — М.: Изд-во Московского ун-та, 1969. — 222 с.
- Рычков Ю. Г., Шапошников Ю. Г., Решетников Е. А., Кондратьева И. Е., Жукова О. В. Физиологическая генетика человека в проблеме заживления ран / Под ред. Ю.П. Алтухова. — М.: Наука, 1985. — 184 с.
- Рычков Ю. Г. Генохронология исторических событий // Вопросы антропологии. — 1986. — Вып. 77. — С. 3—18.
- Рычков Ю. Г., Ящук Е. В. Генетическая память об этногенезе // Этнические связи народов Севера Азии и Америки по данным антропологии/  Под ред. М.С. Великановой, И.М. Золотаревой : сборник. — М.: Наука, 1986. — С. 149—156.
- Рычков Ю. Г. Кочевники сибирской тайги. По материалам доклада на Московской генеральной ассамблее GLOBE International 31 августа 1994 г // Природа. — Наука, 1995. — № 1.
- Генофонд населения России и сопредельных стран // Генофонд и геногеография народонаселения / Под ред. Ю. Г. Рычкова. — СПб.: Наука, 2000. — Т. 1. — 611 с.
- Геногеографический атлас населения России и сопредельных стран // Генофонд и геногеография народонаселения / Под ред. Ю. Г. Рычкова. — СПб.: Наука, 2003. — Т. 2.